# 秃剌
秃剌（？—1309年），孛儿只斤氏，元朝宗室。他是成吉思汗次子察合台的玄孙，威远王阿只吉之子，以勇力著称。
大德十一年（1307年）元成宗去世后，卜鲁罕皇后、左丞相阿忽台等人准备立安西王阿难答为帝。秃剌受怀宁王海山之弟爱育黎拔力八达之命，入宫捉拿阿忽台将其处死，并与诸王拥立海山即位为元武宗。他也因功被封为越王，赐绍兴路为封地。其时右丞相哈剌哈孙反对秃剌封越王，由此导致两人不和，于是秃剌向武宗进言，使哈剌哈孙被罢相。他因自感功高赏薄而心怀怨愤，
还曾对武宗出言不逊。武宗疑其有谋逆之心，于至大二年（1309年）命楚王牙忽都、丞相脱脱、平章赤因铁木儿审问秃剌，秃剌服罪后被赐死。
秃剌之子为越王阿剌忒纳失里。

## 延伸阅读
[在维基数据编辑]
 《元史·卷117》，出自宋濂《元史》
 《新元史/卷107》，出自柯劭忞《新元史》